# Rainer Zerback
Rainer Zerback (* 5. März 1958 in Stuttgart) ist ein deutscher Fotograf.

## Fotografisches Werk
Bekannt wurde Zerback durch seine zugleich anmutigen wie verstörenden Bilder einer „Welt ohne uns“. Darüber hinaus realisierte er umfangreiche fotografische Bestandsaufnahmen des urbanen und des ländlichen Raums am Beispiel von Ludwigshafen und der Schwäbischen Alb. Seine topografischen Darstellungen von Stadt und Landschaft zeichnen sich durch weite Übersichten aus erhöhter Perspektive aus.
Als fotografischer Chronist widmete er sich ferner der Falknerei als kulturellem Erbe, die er in Doppelporträts von Falknern und Falknerinnen mit ihren Greifvögeln inszenierte, und dem Thema Massentourismus mit realistisch erscheinenden Fotomontagen von touristischen Hotspots. Zerbacks Arbeiten sind in zahlreichen Ausstellungen gezeigt worden.
Zerback lebt und arbeitet in Ludwigshafen am Rhein.

## Einzelausstellungen
- 2002: Contemplationes, Stadtgalerie E5, Mannheim
- 2002: Contemplationes, Galerie Norbert Nieser, Stuttgart
- 2003: Contemplationes, Kulturhaus Osterfeld, Pforzheim
- 2006: Contemplationes, Kunstverein Neckar-Odenwald, Buchen
- 2019: Transitions, Xylon-Museum, Schwetzingen
- 2020: Places of Interest, Böblinger Kunstverein (Katalog)
- 2021: Recent Topographics, Richard-Haizmann-Museum, Niebüll (Katalog)
- 2021: Recent Topographics, Galerie im Ersten Stock, Kunstverein Wernigerode (Katalog)
- 2022: My Travel Experiences, Kunstverein Ladenburg
- 2023: Metamorphosis, Kunstmuseum Heidenheim (Katalog)
- 2023: Recent Topographics, Kunstverein Schwerin (Katalog)
- 2024: Recent Topographics, vhs-photogalerie stuttgart (Katalog)
- 2024: AUSSENLAND, Mannheimer Kunstverein (Katalog)
- 2025 The World Without Us, Städtische Galerie Iserlohn (Katalog)
- 2025: The World Without Us, Kunstverein Linz am Rhein
- 2026: Metamorphosis, Kunstmuseum Albstadt (Katalog)

## Auszeichnungen
- 2024 – Deutscher Fotobuchpreis in Bronze für The World Without Us